# Ernst Schmidt (Leichtathlet)

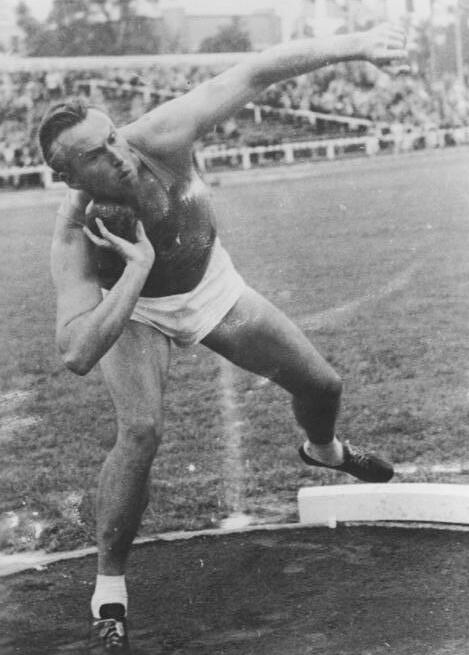
Ernst Schmidt bei den DDR-Meisterschaften 1954

Ernst Schmidt (* 1. Februar 1920 in Semmelsberg; † 15. September 2000 in Hohen-Neuendorf) war ein deutscher Leichtathlet, der zu den erfolgreichsten Leichtathleten der Deutschen Demokratischen Republik (DDR) in deren Anfangsjahren gehörte.

## Karriere
Ernst Schmidt gehörte als Jugendlicher 1936 in Meißen zu den Teilnehmern am Olympischen Fackellauf. 1942 wurde er – bereits Soldat – Deutscher Meister im Zehnkampf. Die 7280 Punkte (6807 Punkte nach heutiger Punktwertung) hatte Schmidt am 25. und 26. Juli in Berlin erzielt, als er damit Deutscher Meister wurde. 1943 belegte Schmidt den zweiten Platz.
Im Zweiten Weltkrieg war das Leichtathletik-Geschehen weltweit stark eingeschränkt, lediglich in den USA, in Schweden und in Südamerika, sowie am Anfang des Krieges in Deutschland und Italien und am Ende des Krieges in der Sowjetunion wurde Leichtathletik auf hohem Niveau betrieben. Im Zehnkampf standen von 1931 bis 1943 nur Sportler aus den USA, aus Deutschland und aus Schweden auf Platz eins der Weltjahresbestenliste. Hier stand Ernst Schmidt 1942 mit seinen 7280 Punkten auf dem ersten Platz. Er war bis Manfred Bock 1964 der letzte Deutsche auf dieser Position.
Nach dem Krieg trat Schmidt, inzwischen Polizist in Großenhain, 1947 wieder bei Wettkämpfen an. Er gewann bei den Berliner Meisterschaften, die für alle Athleten aus der Sowjetischen Besatzungszone und aus Berlin offen waren, den Fünfkampf und das Kugelstoßen. 1949 siegte er bei den Ostzonenmeisterschaften im Kugelstoßen und wurde im Diskuswurf Zweiter hinter Marcellus Marcus. 1950 fanden die ersten Meisterschaften der Deutschen Demokratischen Republik nach der Staatsgründung statt. Schmidt wurde DDR-Meister mit der Kugel und mit dem Diskus, im Fünfkampf und im Zehnkampf. 1951 versuchte sich Schmidt bei den DDR-Meisterschaften auch im Hammerwurf und wurde Zweiter hinter Marcellus Marcus. Schmidt nahm 1951 auch an den U.I.E.-Sportwochen teil, der Universiade des Ostblocks. Im Kugelstoßen belegte er den vierten Platz, im Zehnkampf gewann er die Bronzemedaille. Nach 1951 bestritt Schmidt keinen Mehrkampf mehr, gewann aber bis 1954 weitere DDR-Meistertitel mit Diskus und Kugel.
Schon 1951 gehörte Ernst Schmidt zu den Mitbegründern des NOK der DDR, bis 1953 war Schmidt Vizepräsident. Zweimal war Schmidt für kurze Zeit Vorsitzender des Leichtathletikverbandes der DDR (DVfL), von 1959 bis 1966 saß Schmidt als Beisitzer im Präsidium des DVfL. Für seinen Beitrag an den Erfolgen der Leichtathletik der DDR bei den Olympischen Spielen 1976 wurde er mit dem Vaterländischen Verdienstorden in Gold ausgezeichnet.
Nach seiner aktiven Laufbahn war Ernst Schmidt Verbandstrainer für Mehrkampf und Wurf, später nur noch für Wurf, der in den 1960er Jahren den Aufstieg der DDR-Werfer zur Weltklasse prägte. Eines der größten Talente, dessen Aufstieg zur Weltklasse Ernst Schmidt begleitete, war sein Sohn Wolfgang Schmidt. Ernst Schmidt hatte wegen des Zweiten Weltkrieges und wegen der internationalen Nichtanerkennung der DDR in deren Anfangsjahren nie an großen Meisterschaften teilnehmen können. Als Wolfgang Schmidt 1982 wegen Fluchtplänen in Haft geriet, verlor sein Vater nach 28 Jahren den Verbandstrainerposten und musste in den letzten Jahren bis zur Rente auf untergeordneter Position arbeiten: Er war verantwortlich für die Ausrüstung in den DDR-Stadien, also unter anderem für die Anschaffung von Kugeln, Diskussen, aber auch von Stoppuhren. Nachdem sein Sohn Wolfgang am 2. November 1987 legal aus der Staatsbürgerschaft der DDR entlassen wurde und in die Bundesrepublik übergesiedelt war, durfte Schmidt nicht mehr für den DDR-Sport arbeiten und wurde entlassen. 1988 ging Ernst Schmidt in Rente.

## Rekorde
Ernst Schmidt konnte in keiner Disziplin die Vorkriegsrekorde brechen, die ja wie Willy Schröders Diskusrekord oder Hans-Heinrich Sieverts Zehnkampfrekord teilweise bei ihrer Aufstellung Weltrekord bedeutet hatten. Er stellte aber zahlreiche DDR-Rekorde auf.
Im Kugelstoßen stellte Ernst Schmidt die elf ersten Landesrekorde der DDR auf. Seine Bestleistung von 1952 übertraf Fritz Kühl 1956. Mit dem Diskus gelangen Ernst Schmidt neun Landesrekorde, seinen letzten vom Juni 1954 steigerte Martin Schoelzgen drei Monate später. Im Zehnkampf stellte Schmidt zwei Landesrekorde auf, die beide deutlich schwächer als seine Leistung von 1942 waren. 1953 steigerte Walter Meier Schmidts Rekord. Auch im Weitsprung gelang Schmidt 1950 ein DDR-Rekord mit 7,02 m, der zwei Monate später von Hans Key übertroffen wurde.

## Meistertitel

### Deutschland
- Fünfkampf: 1942
- Zehnkampf: 1942

### DDR
- Kugelstoßen: 1949, 1950, 1951, 1952, 1953, 1954
- Diskuswurf: 1950, 1951, 1952, 1953
- Fünfkampf: 1950
- Zehnkampf: 1950

## Bestleistungen
- 100-Meter-Lauf: 11,2 s (1941)
- 200-Meter-Lauf: 22,8 s (1941)
- 400-Meter-Lauf: 49,8 s (1942)
- 1500-Meter-Lauf: 4:45,8 min (1942)
- 110-Meter-Hürdenlauf: 15,8 s (1942)
- Hochsprung: 1,81 m (1942)
- Stabhochsprung: 3,50 m (1942)
- Weitsprung: 7,25 m (1942)
- Kugelstoßen: 15,85 m (1952)
- Diskuswurf: 46,24 m (1954)
- Hammerwurf: 46,51 m (1953)
- Speerwurf: 57,78 m (1952)
- Zehnkampf: 7280 Punkte (1942)

(Quelle:)

## Vereine
- TV Garsebach
- Post-SV Köln
- Luftwaffen-SV Berlin
- SG Meißen
- SG Großenhain (bis 1949)
- SG Nordost Berlin (1950–1951)
- BSG Nordost Berlin (ab 1952)